# مارك إبتون
مارك إبتون (بالإنجليزية: Mark Epton) (مواليد 22 أكتوبر 1965) هو ملاكم من المملكة المتحدة، مثّل بلاده في الألعاب الأولمبية الصيفية 1988.

## روابط خارجية
مارك إبتون على موقع بوكس ريك (الإنجليزية) (registration required)
- مارك إبتون على موقع أوليمبيديا (الإنجليزية)
- مارك إبتون على موقع اللجنة الأولمبية البريطانية (الإنجليزية)
- مارك إبتون على موقع اتحاد ألعاب الكومنولث (مؤرشف) (الإنجليزية)